# Velká Turná
Velká Turná falu és önkormányzat (obec) Csehország Dél-csehországi kerületének Strakonicei járásában. Területe 7,53 km², lakosainak száma 158 (2008. 12. 31). A falu Strakonicétől mintegy 11 km-re északkeletre, České Budějovicétől 56 km-re északnyugatra, és Prágától 89 km-re délre fekszik.
A település első írásos említése 1372-ből származik.

## Nevezetességek
- Vízimalom.

## Népesség
A település népessége az elmúlt években az alábbi módon változott:
| Lakosok száma | 333  | 340  | 336  | 265  | 198  | 166  | 156  | 159  | 157  | 170  |
|               | 1869 | 1900 | 1921 | 1961 | 1980 | 2011 | 2016 | 2019 | 2021 | 2024 |